# 片ノ濱軍平
片ノ濱 軍平（かたのはま ぐんぺい、1902年 - 没年不明）は、大分県別府市出身で千田川部屋に所属した元大相撲力士。本名は尾割 軍平。最高位は十両9枚目。

## 経歴
大阪相撲の千田川部屋に入門する。1924年5月に新入幕、翌1925年1月には西前頭筆頭まで進んだ。1927年1月、東西合併により西十両9枚目に付出されたが、この場所と翌3月場所は全休し、5月に幕下に落ちて廃業した。